# 马塔帕洛角
马塔帕洛角（Cabo Matapalo）是哥斯达黎加奥萨半岛上的一个村庄，位于该半岛的最南端。